# Bougainvillia britannica
Bougainvillia britannica is een hydroïdpoliep uit de familie Bougainvilliidae. De poliep komt uit het geslacht Bougainvillia. Bougainvillia britannica werd in 1841 voor het eerst wetenschappelijk beschreven door Forbes. 